# Corona di giustificazione

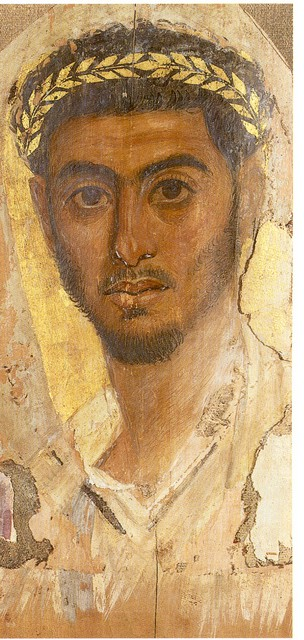
Uno dei Ritratto del Fayyum (applicati su mummie egizie d'epoca romana). La corona di giustificazione è in foglie d'alloro.

Nella antica religione egizia, la corona di giustificazione (mʒḥ n mʒ‘ ḫrw, "mah en maa kheru") era una coroncina, una ghirlanda o una sorta di elaborato nastro indossato dai defunti per simboleggiarne la vittoria sulla morte nell'aldilà (Duat).

## Descrizione
Il suo simbolismo deriva dal 19º capitolo del "Libro dei morti" del Nuovo Regno (XVI - XI secolo a.C.), dove colui che indossa la corona di giustificazione è detto "giustificato" dal proprio trionfo sulla morte, come Osiride che avrebbe trionfato sui propri nemici. Un apposito testo rituale veniva recitato mentre la corona veniva posta sulla testa del defunto.
La corona di giustificazione poteva essere realizzata con alloro, palma, piume, papiro o metalli preziosi. Poteva essere sincreticamente assimilata alla corona solare del dio-sole Ra, la cui forma ne ricordava i raggi; poteva essere realizzata in oro proprio per richiamare le caratteristiche del sole. Al Museum of Fine Arts di Boston è conservata una elaborata corona di giustificazione con inserti in bronzo per riflettere la luce. In epoca romana, gli iniziati ai misteri di Iside potevano indossare una ghirlanda in foglie di palma a imitare i raggi del sole. Varie raffigurazioni d'epoca tolemaica e romana mostrano il sovrano (il faraone o l'imperatore romano nelle vesti di faraone) intento a offrire la corona di giustificazione a Horus e ad altre divinità egizie; queste corone prendevano la forma di cerchietti spesso corredati dall'ureo o dall'occhio di Uadjet. Le corone di rose tipiche della festa romana dei Rosalia potrebbero essere state gradualmente sostituite dalla antica corona di giustificazione, in riferimento all'uso di ghirlande di rose nei latinizzati misteri di Iside. La corona di giustificazione venne così assorbita all'interno di più ampie celebrazioni legate alla fioritura e alla vegetazione in tutto l'Impero romano.